# الزيلة (السياني)

تعديل مصدري - تعديل

الزيلة محلة تابعة لقرية منزل السماوي، التابعة لعزلة الدامغ بمديرية السياني إحدى مديريات محافظة إب في الجمهورية اليمنية.، بلغ تعداد سكانها 52 حسب تعداد اليمن لعام 2004.